# Viggo Brøndal
Rasmus Viggo Brøndal (* 13. Oktober 1887 in Kopenhagen; † 14. Dezember 1942 in Kopenhagen) war ein dänischer Romanist und Sprachphilosoph.

## Leben und Werk
Brøndal studierte in Kopenhagen bei dem Romanisten Kristoffer Nyrop und dem Philosophen Harald Høffding sowie von 1912 bis 1913 in Paris bei Antoine Meillet und Joseph Bédier. Er promovierte über Substrater og Laan i Romansk og Germansk [Substrat und Entlehnung im Romanischen und Germanischen], Kopenhagen 1917 (französisch unter dem Titel Substrat et emprunt en roman et en germanique. Etude sur l’histoire des sons et des mots, Kopenhagen 1948), eine Arbeit, in die er bereits Erkenntnisse aus der Lektüre des soeben publizierten Cours von Ferdinand de Saussure einfließen ließ. Von 1925 bis 1928 war er Dänischlektor an der Sorbonne, von 1928 bis zu seinem Tod Professor für romanische Philologie in Kopenhagen. 1931 gründete er zusammen mit Louis Hjelmslev den Kopenhagener Linguistenkreis (nach dem Vorbild des Prager Linguistenkreises) und 1939 die Zeitschrift Acta Linguistica.

## Weitere Werke
- Ordklasserne (Partes orationis). Studier over de sprolige Kategorier  [mit einem französischen Resümee von 50 Seiten], Kopenhagen 1928 (französisch u.d.T. Les parties du discours. Partes orationis. Etudes sur les catégories linguistiques, Kopenhagen 1948)
- Morfologi og syntax, Kopenhagen 1932
- Le Français: langue abstraite, Kopenhagen 1936
- (Übersetzung zusammen mit Valdemar Hansen) René Descartes, Discours de la Méthode, dansk oversettelse, Kopenhagen 1937
- Praepositionernes theori, Kopenhagen 1940 (französisch u.d.T. Théorie des prépositions, Kopenhagen 1950)
- Essais de linguistique générale, Kopenhagen 1943 (mit einer kommentierten Bibliographie).